# Double Arnaque
Pour plus de détails, voir Fiche technique et Distribution.
Double Arnaque (Bullseye!) est une comédie britannico-américaine réalisée par Michael Winner en 1990.

## Synopsis
Deux voleurs quinquagénaires, aidés par une jeune cambrioleuse, profitent de leurs ressemblances avec deux grands scientifiques pour monter une escroquerie.

## Fiche technique
- Titre : Double Arnaque
- Titre original : Bullseye!
- Réalisation : Michael Winner
- Scénario : Leslie Bricusse, Michael Winner, Nick Mead, Laurence Marks et Maurice Gran
- Musique : John Du Prez
- Photographie : Alan Jones
- Montage : Terry Rawlings et Michael Winner
- Effets spéciaux : John Evans
- Production : Michael Winner
- Société de production : 21st Century Film Corporation
- Société de distribution : 21st Century Film Corporation (États-Unis)
- Pays :  Royaume-Uni et  États-Unis
- Genre : Comédie
- Durée : 95 minutes
- Dates de sortie : 
  -  Royaume-Uni : 2 novembre 1990
  -  France : 25 décembre 1991

## Distribution
- Michael Caine (VF : Dominique Paturel) : Sidney Lipton / le docteur Hicklar
- Roger Moore (VF : Claude Giraud) : Bradley-Smith / sir John Bevistock
- Sally Kirkland : Willie
- Deborah Moore : Flo Fleming
- Deborah Leng : Francesca
- Lee Patterson : Darell Hyde
- Mark Burns : Nigel Holden
- Derren Nesbitt : l'inspecteur Grosse